# Pink Goes to Hollywood
Pink Goes to Hollywood é um jogo eletrônico de plataforma temático da Pantera Cor-de-Rosa, que foi lançado em 1993 para o Super Nintendo Entertainment System e Sega Genesis. O jogo foi desenvolvido pela TecMagik, enquanto a programação adicional foi realizada pela Head Games Inc para a versão Genesis, e pela Manley & Associates Inc para a versão SNES. Ambas as versões do jogo são semelhantes em tema e estética, mas diferentes em layout e mecânica de jogo; ambas as versões são “um jogador” apenas.

## Trama
O jogo tem como protagonista a clássica Pantera Cor-de-Rosa que acabou indo parar acidentalmente num estúdio de gravação, onde foram rodados grandes filmes de Hollywood. As fases giram em volta desses filmes, tendo a Pantera sempre como protagonista. Entre os principais filmes está Poltergeist, Robin Hood, Tarzan, Gata em Teto de Zinco Quente entre outros.

## Recepção
A Electronic Games de a versão Genesis uma pontuação de 83%  e para a versão SNES 75%.  A revista espanhola Nintendo Accion deu a versão do SNES uma pontuação de 74.  A Digital Press deu a versão SNES 5 de 10  e a MegaForce deu a versão Genesis 86%. 